# Ziri ibn Atiyya
Ziri ibn Atiyya o Ziri ibn 'Atiyya ibn Abd Allah ibn Tabādalt ibn Muhammad ibn Jazar az-Zanātī al-Maghrāwī al-Jazarī (fallecido en el 1001) fue el primer jefe de la confederación tribal Magrava.

## Cliente omeya
Bajo la protección del califa omeya cordobés, Hisham II y su poderoso chambelán Almanzor, Ziri se convirtió en rey de las tribus zanatas en el 978-979 y se dispuso inmediatamente a conquistar las tierras marroquíes. Entre el 984 y el 986, logró derrotar sin ayuda cordobesa al ejército zirí enviado contra los zanata para tomar Fez y Siyilmasa. Él y su hermano Muqatil, dirigentes magrava (o Banu Hazar) y considerados los más favorables a los omeyas cordobeses, recibieron preferencia frente a otros caudillos zanata por decisión de Almanzor. Esto desató una crisis por el disgusto de otros jefes hasta entonces fieles a Córdoba, como el hijo del conquistador de Siyilmasa o el ifraní Yaddu ben Yala. El chambelán cordobés tratada de mantener la fidelidad de los distintos caudillos tribales y, al mismo tiempo, impedir que ninguno de ellos se hiciese demasiado poderoso como para poner en peligro el dominio omeya en la región. En el 987-988, había logrado el suficiente control del territorio como para establecer su corte en Fez.
En el 989, Almanzor solicitó que atacase a Abu al-Bahār, que controlaba la mayor parte del Magreb central y oriental. Abu al-Bahār había abandonado a los fatimíes para someterse a los omeyas, pero había vuelto a su cambiar de bando una vez que se hizo con el control de la mayor parte del Magreb. El embate de Ziri fue tan furioso que Abu al-Bahār huyó sin apenas presentar batalla, lo que le otorgó el señorío del Magreb en el 991. En el 990-991, Almanzor llamó a Ibn Attiya a Córdoba para colmarlo de honores y mostrar que se trataba del principal representante de los omeyas en el agro Magrebí. Durante la lujosa recepción en la capital califal, se le nombró visir.
Tras su victoria, se cuenta que envió a Almanzor doscientos caballos de carreras, cincuenta camellos, mil escudos, jirafas, gacelas y otros animales saharianos, así como mil faros de dátiles. El chambelán le invitó a Córdoba, a donde este acudió acompañado de trescientos esclavos a caballo y otros tantos a pie y trayendo diversos exóticos regalos. En la capital del califato recibió el título de visir. De regreso al Magreb, sin embargo, se cuenta que volvió a sacudirse la tutela cordobesa y a recuperar su título de emir.

## Luchas intestinas
Durante su ausencia, los Banu Ifran habían logrado tomar Fez. Les acaudillaba Yaddū, veterano adversario de Ziri. Tras duros combates, Ziri recuperó Fez in 993 y colgó la cabeza de su enemigo Yaddū en las murallas de la ciudad. A este enfrentamiento siguió un periodo de calma durante el que Ziri reconstruyó la ciudad de Oujda; las obras comenzaron en 994 o 995. La construcción de la ciudad culminó el periodo de apogeo de Ibn Attiya, visir omeya, caudillo indiscutido de los zanata del campo magrebí y gobernante de buena parte del Magreb occidental y central.

## Enfrentamiento con Almanzor
Almanzor comenzó a escuchar rumores sobre la posible desobediencia de Ibn Attiya. Por fin, en el 997, le retiró su apoyo y su título, a lo que Ibn Attiya respondió reconociendo a exclusivamente a Hisham II. Almanzor lanzó entonces una campaña de invasión de Marruecos. Uno de sus mejores generales, Wadih, responsable de la Marca Media, partió a Tánger para dirigir la ofensiva contra Ibn Attiya, refugiado en la región montañosa de Yebel Habib. Diversos jefes locales se unieron a las fuerzas llegadas de la península y Almanzor no escatimó medios para atraerse a los caudillos locales y debilitar a Ibn Attiya, como se había hecho en ocasiones anteriores con otros enemigos de los omeyas. Tras tres meses de escaramuzas y escasos combates durante los que Wadih se hizo con Arcila y Nekor, este logró infligir una dura derrota a las fuerzas de Ibn Attiya en un desfiladero (julio del 998). Para sellar su victoria y atraer a los jefes tribales aún indecisos, el chambelán envió inmediatamente grandes refuerzos al mando su propio hijo Abd al-Malik al-Muzaffar, que se reunió con Wadih en Tánger. Las fuerzas de ambos caudillos cordobeses marcharon contra Ibn Attiya en el Yebel Habib y entablaron combate el 13 de octubre.
En la batalla, al comienzo equilibrada, un soldado africano apuñaló a Ibn Attiya y le causó un grave herida. El ataque desmoralizó a las tropas de Ibn Attiya, que comenzaron a replegarse del campo de batalla y obligaron a Ibn Attiya a huir y abandonar su campamento y riquezas. Tras un nuevo descalabro en Mequinez, marchó a Fez. Perseguido por las fuerzas omeyas, los habitantes de la urbe le denegaron la entrada pero, por el contrario, acogieron al hijo de Almanzor y a sus fuerzas, que hicieron una entrada triunfal. Habiendo recogido a su familia de la ciudad, marchó al Sáhara.

## Correrías por el Magreb central y muerte
Temeroso de enfrentarse a las fuerzas andalusíes en el norte de Marruecos, decidió aprovechar las disensiones sucesorias de los ziríes en el este, derrocó a los últimos reyezuelos idrisíes de Tiaret con apoyo de los tíos rebeldes del nuevo emir zirí ——Badis ibn Mansur, nieto de Buluggin— y luego extendió sus dominios hasta Tremecén, Msila y Tenes. Olvidando su reciente rebelión, impuso el reconocimiento del califato cordobés y rogó a Almanzor que le perdonase. Este aceptó la sumisión de Ibn Atiyya y de los ziríes rebeldes, algunos los cuales pasaron a la península y acabaron reinando en una taifa en el siglo XI. Ibn Attiya no llegó a recibir el perdón total y a recuperar el ansiado puesto de visir ya que falleció antes de lograrlo. Marchó en el 1001 a asediar Ashir pero, mal de salud, hubo de levantar el cerco tras un mes. Murió de regreso al Oranesado. Le sucedió su hijo Al-Mu'izz al frente de la confederación magrava, que se reconcilió con Almanzor y continuó las campañas contra los sinhaya. El hijo y sucesor de Almanzor, Abd al-Malik al-Muzaffar acabó por otorgar a Al-Mu'izz el gobierno de los territorios omeyas del Magreb, a excepción de la región de Siyilmasa.